# Association for the Education of Women
Association for the Education of Women, egentligen Association for the Education of Women or Association for Promoting the Higher Education of Women in Oxford (AEW), var en brittisk kvinnoorganisation, grundad 1878.

## Historik
AEW bildades för att förespråka kvinnors tillträde till Oxfords universitet, och assistera de kvinnliga studenterna på Oxford. Kvinnor hade från 1870-talet fått tillträde till att närvara på universitetet och åhöra föreläsningar där, men kunde inte avlägga formella prov eller motta någon formell examen eller formella kvalifikationer. Eftersom de inte formellt var studenter, kunde de heller inte få någon assistens av universitetets myndigheter. AEW, som stödde kvinnors tillgång till högre utbildning, ville därför assistera de kvinnliga studenterna med praktiska angelägenheter, så som inkvartering och annan hjälp. 
1884 fick kvinnor avlägga sin egen hedersexamen vid universitetet, och 1910 fick de avlägga universitetets egen examen utan att denna dock gällde för dem formellt. 1920 fick kvinnor slutligen tillstånd att studera formellt vid Oxford. Därmed fick de samma assistans av universitet som övriga studenter, och AEW upplöstes. 